# Veronika Remenárová
Veronika Remenárová (ur. 16 marca 1997 w Rużomberku) – słowacka koszykarka, występująca na pozycji środkowej, reprezentantka kraju, od 2024 zawodniczka Mithra Castors Braine.

## Osiągnięcia
Stan na 22 kwietnia 2025, na podstawie, o ile nie zaznaczono inaczej.

### Drużynowe
- Mistrzyni Niemiec (2023)[3]
- Wicemistrzyni Czech (2018)[4]
- Brązowa medalistka mistrzostw Czech (2017, 2020)
- Zdobywczyni pucharu:
  - Niemiec (2022)
  - Czech (2018)
- Finalistka Pucharu Czech (2017, 2019, 2021)[5][6]
- Uczestniczka rozgrywek Eurocup (2013/2014, 2015–2021, od 2022)

### Indywidualne
(* – nagrody przyznane przez portal eurobasket.com)
- Zaliczona do składu honorable mention ligi włoskiej (2018)*[4]

### Reprezentacja
Seniorska
- Uczestniczka:
  - mistrzostw Europy (2017 – 8. miejsce, 2021 – 13. miejsce)
  - kwalifikacji do Eurobasketu (2019, 2021, 2023, 2025)

Młodzieżowe
- Mistrzyni Europy U–18 dywizji B (2015)
- Wicemistrzyni Europy U–20 dywizji B (2017)
- Uczestniczka mistrzostw:
  - świata U–17 (2014 – 15. miejsce)
  - Europy:
    - U–20 (2015 – 8. miejsce, 2016 – 15. miejsce)
    - U–18 (2016 – 15. miejsce)
    - U–16 (2012 – 8. miejsce, 2013 – 10. miejsce)